# Chocolate Factory
Chocolate Factory är ett musikalbum av R. Kelly. Det innehåller bland annat hit-låtarna Ignition (Remix), Step in The Name of Love (Remix), Snake och The World's Greatest.

## Låtlista
Alla låtar är skrivna, producerade, och arrangerade av R. Kelly, förutom "Who's That" som är skriven tillsammans med Fat Joe.
| Nr  | Titel                                 | Längd |
| --- | ------------------------------------- | ----- |
| 1.  | Chocolate Factory                     | 3:50  |
| 2.  | Step in the Name of Love              | 5:42  |
| 3.  | Heart of a Woman                      | 4:31  |
| 4.  | I'll Never Leave                      | 3:45  |
| 5.  | Been Around the World (feat. Ja Rule) | 4:05  |
| 6.  | You Made Me Love You                  | 4:34  |
| 7.  | Forever                               | 4:06  |
| 8.  | Dream Girl                            | 3:57  |
| 9.  | Ignition                              | 3:16  |
| 10. | Ignition (Remix)                      | 3:06  |
| 11. | Forever More                          | 3:33  |
| 12. | You Knock Me Out                      | 4:10  |
| 13. | Step in The Name of Love (Remix)      | 7:12  |
| 14. | Imagine That                          | 4:38  |
| 15. | Showdown (feat. Ronald Isley)         | 7:54  |
| 16. | Snake (feat. Big Tigger)              | 4:51  |
| 17. | Who's That (feat. Fat Joe)            | 3:33  |

### Loveland
I den amerikanska Special Edition-utgåvan av albumet Chocolate Factory, medföljde även bonus- EP:n Loveland som innehöll sju låtar.
| 1. | Loveland                                 |  | 4:27 |
| 2. | What Do I Do                             |  | 3:35 |
| 3. | Heaven I Need a Hug                      |  | 5:12 |
| 4. | The World's Greatest                     |  | 4:37 |
| 5. | Far More                                 |  | 3:26 |
| 6. | Raindrops                                |  | 3:55 |
| 7. | Apologies of a Thug (Europe bonus track) |  | 4:26 |